# Justicia californica
Espèce
Classification APG III (2009)
Justicia californica est une espèce de plantes à fleurs de la famille des Acanthaceae, originaire du sud-ouest du continent nord-américain.

## Description morphologique

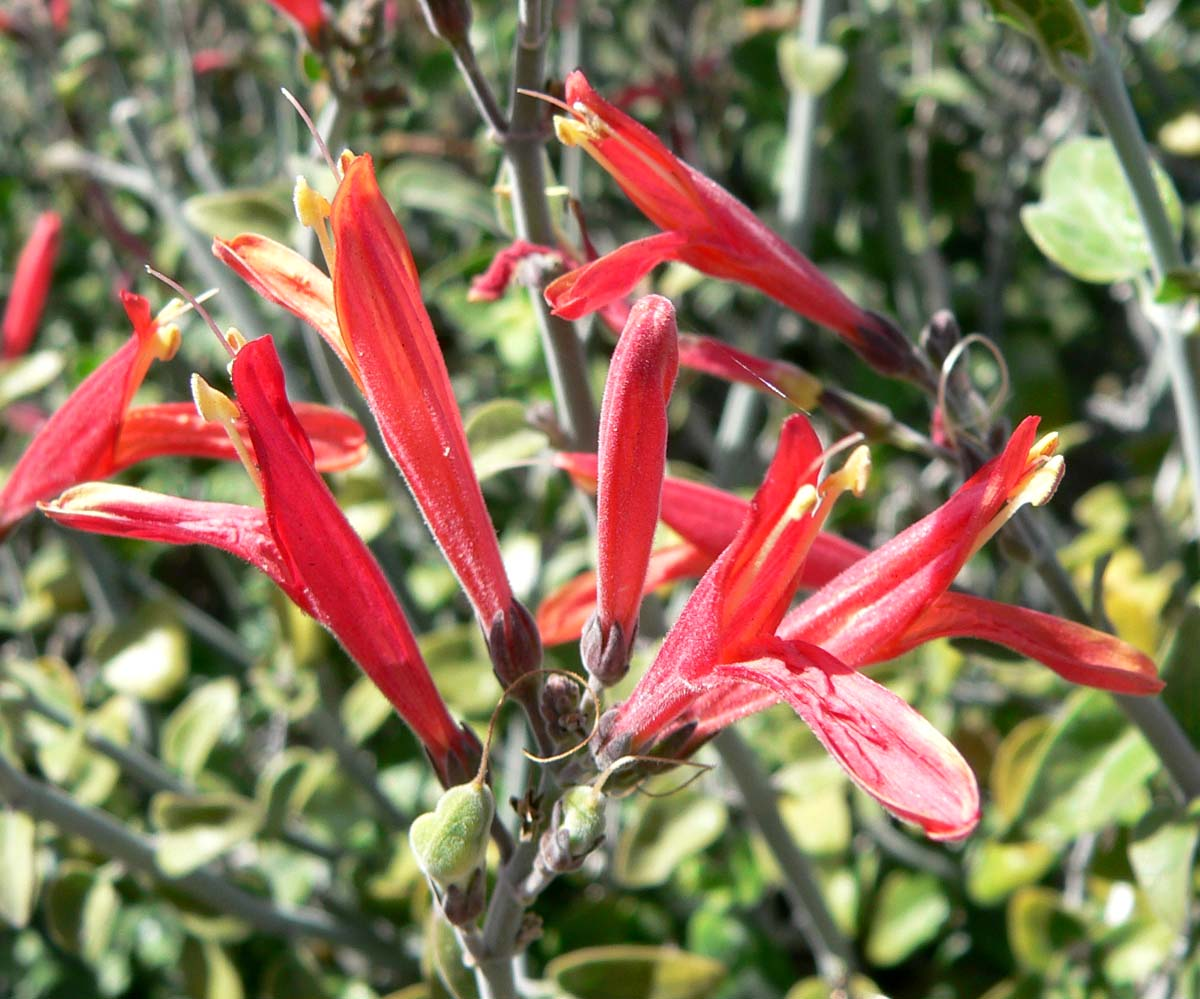
Détail des fleurs.

### Appareil végétatif
Cette espèce forme un buisson pouvant atteindre 1,5 m de hauteur, et sensiblement la même dimension en diamètre. Les rameaux, d'un vert un peu grisâtre, sont fortement ramifiés mais ne possèdent que très peu de feuilles. Ces dernières, d'environ 1,3 cm de longueur, sont de forme ovale, finement duveteuses, et sont caduques.

### Appareil reproducteur
La floraison a lieu entre février et juin.
Les fleurs, de couleur rouge, sont formées d'une corolle de 2,5 à 3,8 cm de longueur, aux pétales soudés en tube étroit. Ce tube est profondément découpé en deux lèvres, elles-mêmes découpées en lobes peu profonds ; deux lobes sur la lèvre supérieure, trois sur la lèvre inférieure. Cette fleur produit du nectar et elle est de fait principalement pollinisée par les colibris.

## Répartition et habitat
Justicia californica vit dans les déserts du sud-ouest des États-Unis (sud-est de la Californie et sud de l'Arizona) et du nord-ouest du Mexique.
Elle pousse généralement à une altitude inférieure à 750 m.

## Rôle écologique
Cette espèce est régulièrement visitée par des colibris en quête de nectar. Ces oiseaux jouent par ailleurs un rôle important dans la pollinisation de la plante. À l'inverse, certaines espèces d'oiseaux (notamment certains Emberizidae ou certains Carpodacus) arrachent parfois la corolle afin de manger la base de la fleur, zone la plus riche en nectar ; ces espèces n'assurent donc aucun rôle pollisateur pour la plante.

## Justicia californicaet l'homme
Les fleurs auraient servi de source de nourriture aux Papagos.